# Миочиновићи
Миочиновићи су насељено место у саставу града Петриње, у Банији, Република Хрватска.

## Историја
Миочиновићи су се од распада Југославије до августа 1995. године налазили у Републици Српској Крајини.

## Становништво
Насеље је према попису становништва из 2011. године имало 43 становника.
| Националност       | 1991.        |
| Срби               | 147 (96,07%) |
| Хрвати             | 1 (0,65%)    |
| Југословени        | 4 (2,61%)    |
| остали и непознато | 1 (0,65%)    |
| Укупно             | 153          |